# O Dia em Que Faremos Contato
O Dia em Que Faremos Contato é o terceiro álbum de estúdio do cantor e compositor Lenine. Lançado em 1997 pela Sony BMG.

## Faixas
| N.º | Título                                    | Compositor(es)                                                           | Duração |  |
| 1.  | "A Ponte"                                 | Lenine, Lula Queiroga                                                    | 4:28    |  |
| 2.  | "Hoje Eu Quero Sair Só"                   | Lenine, Mu Chebabi, Caxa Aragão                                          | 5:38    |  |
| 3.  | "Candeeiro Encantado"                     | Lenine, Paulo C. Pinheiro                                                | 4:13    |  |
| 4.  | "Etnia Caduca"                            | Lenine                                                                   | 2:36    |  |
| 5.  | "Distantes Demais"                        | Lenine, Dudu Falcão                                                      | 2:04    |  |
| 6.  | "O Dia em Que Faremos Contato"            | Lenine, Bráulio Tavares                                                  | 4:44    |  |
| 7.  | "A Balada do Cachorro Louco (Fere Rente)" | Lenine, Lula Queiroga, Chico Neves                                       | 4:22    |  |
| 8.  | "Aboio Avoado"                            | Zé Rocha                                                                 | 0:59    |  |
| 9.  | "Dois Olhos Negros"                       | Lula Queiroga                                                            | 3:51    |  |
| 10. | "O Marco Marciano"                        | Lenine, Bráulio Tavares                                                  | 4:00    |  |
| 11. | "Que Baque é Esse?"                       | Lenine                                                                   | 5:19    |  |
| 12. | "Pernambuco Falando Para o Mundo"         | Luis Bandeira / Capiba / Alceu Valença / Chico Science, Fred Zero Quatro | 4:24    |  |
| 13. | "Bundalelê"                               | Lenine, Bráulio Tavares                                                  | 2:37    |  |
| 14. | "Mote do Navio"                           | Pedro Osmar                                                              | 2:36    |  |

## Participações em trilhas sonoras
| Críticas profissionais | Críticas profissionais |
| Avaliações da crítica  | Avaliações da crítica  |
| Fonte                  | Avaliação              |
| ---------------------- | ---------------------- |
| AllMusic               | link                   |

- "Candeeiro Encantado" fez parte da trilha sonora da novela Cordel Encantado, da Rede Globo, tema do personagem de Domingos Montagner.[3]
- "Dois Olhos Negros" fez parte da trilha sonora da novela Era Uma Vez..., também da Rede Globo.

1. ↑  «O Dia Em Que Faremos Contato por Lenine». iTunes Store. Consultado em 27 de maio de 2015
2. ↑  «O Dia Em Que Faremos Contato». Allmusic. Consultado em 27 de maio de 2015
3. ↑  «Sete artistas pernambucanos estão no CD da novela Cordel Encantado». Pernambuco.com. 31 de maio de 2011. Consultado em 30 de julho 2015. Arquivado do original em 4 de março de 2016